# Nyilasi János
Nyilasi János (Szombathely, 1922. május 11. – Budapest, 1978. december 16.) magyar kémikus, az ELTE egyetemi tanára, a kémiai tudományok doktora (1965).

## Életpályája
1945-ben diplomázott a budapesti tudományegyetemen, mint vegyész. Az Általános Kémiai Intézetben kezdte meg tudományos munkáját, Gróh Gyula mellett. 1947-ben doktori értekezése a fehérjék kobalt-komplexeinek és a zselatin hidrolízisével foglalkozott. 1954-ben a kandidátusi értekezése a fehérjék biuret reakcióját tárgyalta.

### Munkássága
Az aminosavak, peptidek és fehérjék fémkomplexeinek tanulmányozása után az ozmium vegyületek kutatásával foglalkozott. E témakörben mintegy 80 dolgozata jelent meg. Különös hangsúlyt fektetett az oktatásra, a tanárképzésnek és továbbképzésnek jelentős alakja volt. Részt vállalt a középiskolai kémia tantervi reformjában, több tankönyvet írt. Szabadegyetemi előadó és ismeretterjesztő volt.
Sírja a Farkasréti temetőben található (3/1-1-123).

## Művei
- A szervetlen kémia alapjai (Szabó Zoltánnal, Budapest, 1972)
- Atomok és elemek (Budapest, 1972)
- Általános kémia (Budapest, 1975)
- Szervetlen kémia (Budapest, 1975)
- Molekulák (Budapest, 1978)

## Díjai
- TIT Aranykoszorús jelvény (1972)
- Bugát Pál-emlékérem (1976)